# Clubiona gongi
Clubiona gongi là một loài nhện trong họ Clubionidae.
Loài này thuộc chi Clubiona. Clubiona gongi được miêu tả năm 1997 bởi Zhang et al..